# Dichaetomyia latistriata
Dichaetomyia latistriata este o specie de muște din genul Dichaetomyia, familia Muscidae, descrisă de Malloch în anul 1925. Conform Catalogue of Life specia Dichaetomyia latistriata nu are subspecii cunoscute.